# 唐娜·摩絲
唐娜泰拉·"唐娜"·摩丝（Donnatella "Donna" Moss）是由(Janel Moloney)饰演的《白宫群英》中的一个角色。在第一季开始时，唐娜只是剧中的一个常设角色，但随着剧情的展开，唐娜出现在每一集之中，让她成为"事实上的定期角色，加之该人物讨喜的个性，在观众群中获得超高的人气。因此，在第二季开始，她正式成为剧中的定期主角之一。
在该剧前六季中，唐娜一直担任白宫副幕僚长乔希·莱曼的资深助理（她在剧中也戏称自己是"副-副白宫幕僚长"）。虽然剧中的白宫助理级别的角色也都有连续并且完整的个人背景刻画，但是唐娜确是其中刻画的最完整已经丰满的人物。而其后她与乔希艰辛、而又充满浪漫与暧昧的关系，也成为剧中的主线情节之一。

## 角色传记
唐娜出生于明尼苏达州的沃罗德附近的一个小镇。她的父亲是一位爱尔兰裔美国人，而母亲则是一位意大利裔美国人。唐娜的美国公民身份曾经被撤销，原因是因为她出生的小镇在其后美加确定边境线是被划归加拿大。虽然如此，但是其后她的国籍又因移民署的一条祖父条款而被恢复。
其后，她搬到了威斯康辛州並入读威斯康星大学麦迪逊分校，但因为要资助自己的男友完成医学院的学业，她不得不中断自己的学业打工。在和自己的男友分手之后，唐娜离开麦迪逊市并开车前往新罕布什尔州为时任新罕布什尔州长的巴特勒的第一次总统竞选团队工作。为了得到这份工作，她假装已经被雇为乔希·莱曼的助理，但是却被乔希拆穿。不过乔希也被她的这一举动逗乐，对她留下了深刻的印象，并被她打动最终雇佣了他。剧中也提到，其后唐娜曾经短暂的离开竞选团队回到前男友身边，但是不久又归队，原因是她的前男友在她出车祸弄伤脚踝之后，情愿先赴约和朋友去喝酒，也不愿意先来医院接她。
之后，唐娜继续作为乔希的个人特别助理经理了巴特勒总统的第一任任期以及第二任任期的大部分时光。再此期间，她负责的工作已经远远超过一般意义上的个人助理，甚至以白宫的观察员以及新闻机要秘书的身份参加了一个美国国会组织的中东外交使团出使加沙。在哪里，外交使团遭遇到了当地恐怖分子的袭击，唐娜也身负重伤危及生命，但不久还是慢慢康复了。